# Lawrence Schulman
Lawrence S. Schulman, häufig L. S. Schulman zitiert (* 21. November 1941 in Newark), ist ein US-amerikanischer theoretischer Physiker.

## Leben
Schulman studierte an der Yeshiva University (Bachelor 1963) und wurde 1967 an der Princeton University bei Arthur Wightman promoviert. 1964 war er am Los Alamos National Laboratory und 1965 (und 1968) am Lawrence Livermore National Laboratory. Danach war er ab 1967 Assistant Professor an der Indiana University, an der er bis 1978 als Professor war. 1972 wurde er Associate Professor am Technion (wo er schon vorher 1970/71 als Gastwissenschaftler war) und 1977 Professor und blieb dort bis 1988 (als Professor). Ab 1985 war er Professor an der Clarkson University. 1992 bis 1996 war er Gastprofessor an der Columbia University.
Er war unter anderem Gastprofessor an der Universität Paris, der Universität Trondheim, an der Universität Utrecht und beim französischen Kernforschungszentrum in Saclay.
Schulman befasste sich mit statistischer Mechanik und Nichtgleichgewichtsphänomenen, insbesondere auch mit der Physik des Zeitpfeils. In den 1960er Jahren schrieb er auch einige frühe Aufsätze über Tachyonen und den Zeit-Paradoxien, die sich aus ihrer Existenz ergeben würden. Von ihm stammt ein Standardwerk über Pfadintegrale. Er befasst sich auch mit dem quantenmechanischen Messprozess.
Er ist Fellow der American Physical Society und der israelischen physikalischen Gesellschaft.

## Schriften
- Techniques and Applications of Path Integration. Wiley 1981, 1996, Dover 2006
- Time´s Arrow and quantum measurement. Cambridge University Press, 1997